# Stephen Maxwell
Stephen Maxwell (Los Ángeles, California, 29 de abril de 1993) es un jugador de baloncesto profesional estadounidense que juega en la posición de pívot en el Universidad de Concepción de la Copa Chile de Básquetbol. 

## Carrera deportiva
Stephen Maxwell se formó universitariamente en Cal State Northridge Matadors de la NCAA Division-I en la que estuvo cuatro temporadas. Una vez terminado su periplo universitario, decidió probar suerte en el London Lightning de la National Basketball League of Canada (NBL), donde fue elegido como Rookie del año tras terminar esa temporada con 17.4 puntos y más de 10 capturas por encuentro.
Su siguiente equipo sería el Kauhajoki Karhu Basket, de la liga finlandesa. Llevó a su equipo al título de liga en la que promedió 16.5 puntos y 7.6 rebotes. 
Comenzaría la temporada 2018-2019 en las filas del Galil Elion de Israel y acabaría en las filas del Imortal BC Albufeira, en la que en 12 partidos se marchó hasta los 23 puntos, 9 rebotes con un acierto superior al 57% en tiros de campo.
En septiembre de 2019, firma por una temporada con el CB Almansa, recién ascendido a la Liga LEB Oro.
El 20 de septiembre de 2021, tras dos temporadas en España, firma por el KB Peja de la Superliga de baloncesto de Kosovo.
Entre septiembre y diciembre de 2023 jugó para Riachuelo de la Liga Nacional de Básquet de Argentina.